# Castell de Beeston
El castell de Beeston és un antic castell reial situat en una posició elevada (110 m), sobre un cingle gresós sobre del Plana de Cheshire. Es va construir cap al 1220 per Ranulf de Blondeville, 6è Comte de Chester, (1170-1232), en el seu retorn de les Croades. El 1237, Enric III va prendre possessió del castell, i es va mantenir en bones condicions fins al segle xvi, quan es va decidir no utilitzar-lo per a usos militars, encara que el 1643 va entrar en servei de nou, durant la Guerra Civil Anglesa. El 1646 el castell es va demolir parcialment, segons l'ordre de destrucció de Cromwell, per prevenir que s'utilitzes com a fortalesa. El segle xviii el lloc s'utilitzava com a pedrera.
Es remoreja que el tresor que pertany a Ricard II està enterrat en terres del castell, però moltes recerques que s'han dut a terme no han donat cap senyal que fos així. Els murs de la part externa pati, i els murs, la casa de guarda i el pati interior s'han designat separadament per l'English Heritage com a edificis de Grau I. També és un monument previst. El castell és propietat de l'English Heritage.